# Château d'Oupeye

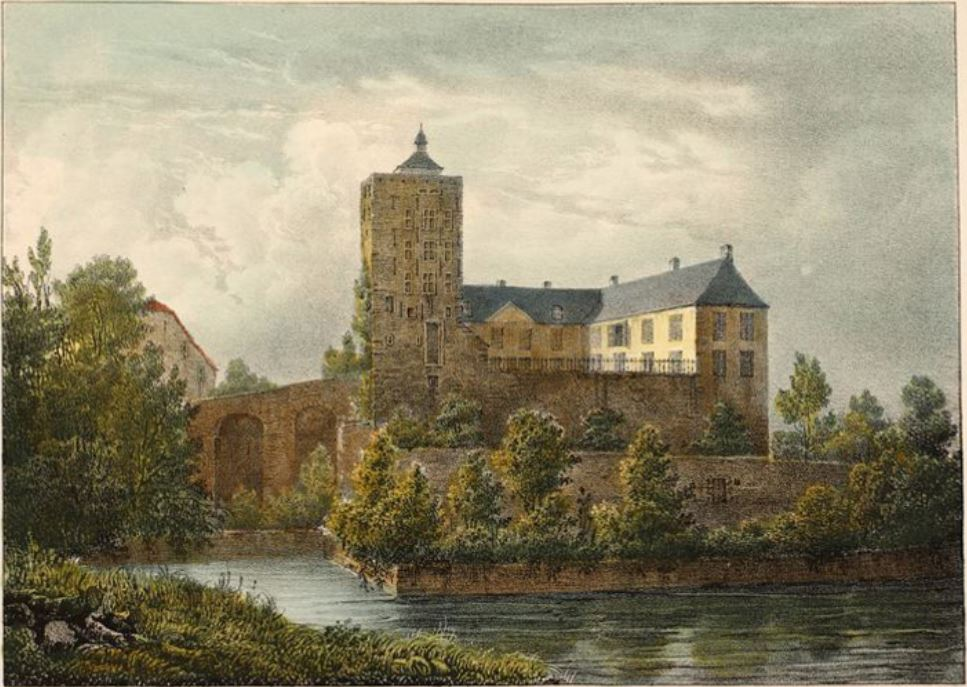
Le château sur une lithographie coloriée à la main de 1830

Le château d'Oupeye est un château situé à Oupeye dans la province belge de Liège. Le château a des origines médiévales avec un donjon, une tour de résidence fortifiée, datant du XIIe ou XIIIe siècle.

## Historique

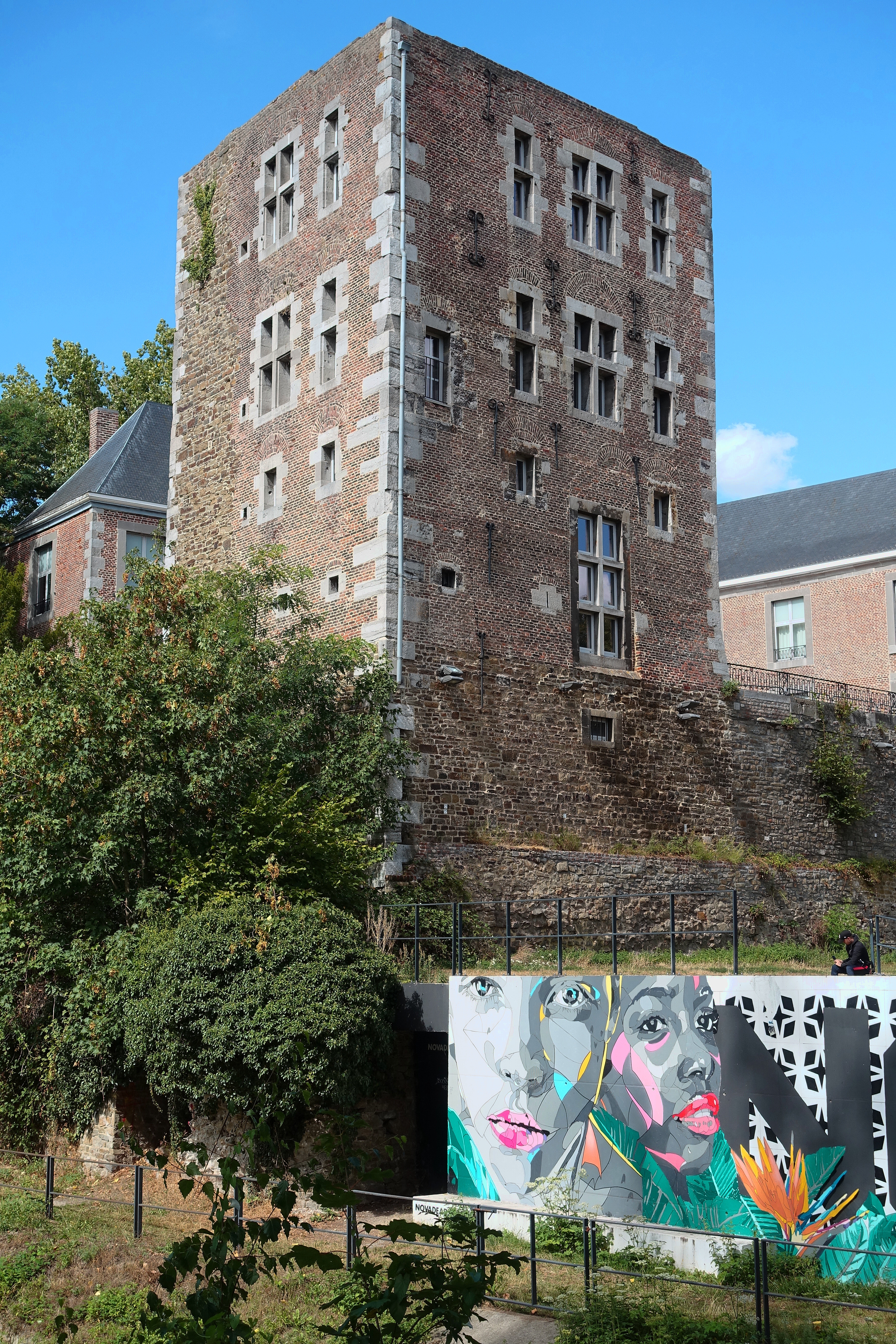
Donjon médiéval

La première mention écrite d'une maison fortifiée et d'un seigneur féodal d'Oupeye date de 1176, avec une mention d'un Gérard d'Oupeye. Au XIIIe siècle, il y a un Lambert d'Oupeye, un chevalier liégeois connu pour sa bravoure. Au XVIIe siècle, la famille Curtius, marchands d'armes liégeois, en devint propriétaire. Jean Curtius fait alors rénover le château. Aux XVIIIe et XIXe siècles, d'autres rénovations suivent. Le château, après avoir appartenu à la famille Curtius, passa aux mains de la famille de Grady de Horion, qui le vend à la commune d'Oupeye en 1970. De nos jours, il est utilisé comme centre culturel.
L'ensemble est accessible par un pont sur les douves et se compose de deux parties. Il y a un donjon médiéval qui date du XIIe ou XIIIe siècle. La construction carrée avec des murs de 1,7 m d'épaisseur est réalisée avec des blocs de pierre naturelle, restaurée en brique et calcaire au XVIIe siècle. Le donjon avait autrefois 4 étages. Les étages supérieurs sont démolis après 1970 lorsque la tour menace de s'effondrer. De l'autre côté de la cour intérieure se trouve le château composé de deux ailes perpendiculaires, réaménagé dans un style néoclassique aux XVIIIe et XIXe siècles sur une base beaucoup plus ancienne.

## Légende
Selon la légende, Alpaïde, concubine de Pépin de Herstal, aurait vécu à cet endroit et il y aurait des taches de sang indélébiles sur le rebord de la fenêtre où elle s'est appuyée lorsqu'elle a appris la nouvelle du meurtre de Lambert de Maastricht par son frère Dodon.